# Lyonetia boehmeriella
Lyonetia boehmeriella là một loài bướm đêm thuộc họ Lyonetiidae. Nó được tìm thấy ở Nhật Bản (Kyushu).
Sải cánh dài 6–7 mm. Con trưởng thành bay từ the middle of tháng 4 đến the middle of tháng 5, from the end of tháng 6 đến the beginning of tháng 7, from the end of tháng 7 to the beginning of tháng 8, at the end of tháng 8 và at the middle of tháng 10. Mỗi năm loài này có vài thế hệ.
Ấu trùng ăn Boehmeria spicata. Chúng ăn lá nơi chúng làm tổ. 